# Cardionema ramosissimum
Cardionema ramosissimum es una especie  de planta fanerógama   perteneciente a la familia de las cariofiláceas.  Es originaria de Sudamérica.

## Taxonomía
Cardionema ramosissimum fue descrita por (Weinm.) A.Nelson & J.F.Macbr. y publicado en Botanical Gazette 56(6): 473. 1913.
Sinonimia
- Loeflingia ramosissima Weinm.
- Paronychia confertissima D. Parodi
- Paronychia polycnemoides Schltdl.
- Paronychia ramosissima (Weinm.) DC.
- Pentacaena polycnemoides Bartl.
- Pentacaena ramosissima (Weinm.) Hook. & Arn.[2]